# Pseudogén

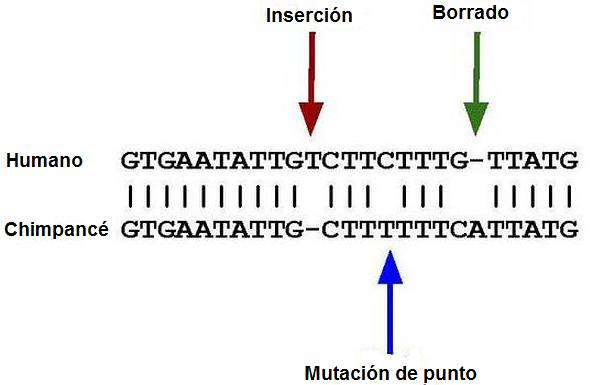
Una ilustración de las mutaciones que pueden causar pseudogenes. La secuencia humana es de un pseudogén en la familia génica del olfato. La secuencia del chimpancé es el ortólogo funcional. Se resaltan diferencias claves

Un pseudogén se trata de un gen que deriva de otros genes ya conocidos y cuyas funciones son distintas, pueden haber perdido su funcionalidad o haberla cambiado radicalmente.

## Origen
Se han propuesto varios escenarios para explicar el origen de un pseudogén:
1. Fragmentos de la transcripción en ARN mensajero de un gen pueden ser transcritos inversamente de manera espontánea e insertados en el ADN cromosómico (llamado retrotransposición). A estos pseudogenes se les llama procesados. Ya que estos pseudogenes carecen de los promotores de los genes normales, no se expresan con normalidad.
2. Un suceso de duplicación genética puede significar que un genoma tenga dos copias de un gen cuando solo necesita de una. Las mutaciones que desactiven una de las copias no serían, por tanto, seleccionadas en contra (e incluso podrían tener cierta ventaja selectiva estando desactivados). Además, el suceso de duplicación puede no ser completo, de manera que la copia tenga promotores incompletos. Estos pseudogenes se llaman duplicados o sin procesar.
3. Un gen puede dejar de ser funcional o desactivarse si una mutación así se fija en la población. Esto puede ocurrir por medios normales como la selección natural o la deriva genética. Es el mismo mecanismo por el que los genes sin procesar se desactivan.

## Genética molecular y pseudogenes
Los pseudogenes pueden complicar los estudios de genética molecular. Por ejemplo, un investigador que quiera amplificar un gen mediante PCR puede amplificar simultáneamente un pseudogén que comparta secuencias similares. Además, en ocasiones los pseudogenes se registran como genes en la secuenciación de genomas.
Es típico en biología molecular encontrar ejemplos raros que cuestionan cualquier definición sencilla de un término, y el de pseudogén no es una excepción. Hay cierta división entre los genetistas sobre la naturaleza del producto final. Si el producto final tiene que ser una proteína, entonces algunos pseudogenes pueden funcionar como ARN. Por ejemplo, Hirotsune et al (2003) descubrieron una secuencia en el genoma humano que se había identificado como pseudogén pero que aparentemente tiene una función reguladora para su gen homólogo codificador. Sin embargo, esta definición no permite pseudogenes de ARNt o ARNr, tal y como usan el término otros genetistas.
En 2008, varios estudios en moscas y en ratones, proporcionan nueva información: en estos estudios, se sugiere una conexión entre RNAi y pseudogenes. En general, el proceso de RNAi implica varios tipos de pequeñas secuencias de ARN "guía" que regulan los niveles de la proteína diana al direccionar para su degradación el ARNm de esta. En los seis estudios indicados, siRNAs procedentes de pseudogenes generan dos de las cuatro categorías de siRNAs naturales o endo-siRNAs (ir a ARN interferente para más información). Recientemente un trabajo ha mostrado cómo los transcritos de un pseudogén del supresor de tumores PTEN (PTEN1) secuestra secuencias de los miARNs que reducen la experesión de este gen, aumentando por consiguiente los niveles de PTEN. En realidad, el transcrito de PTEN actúa del mismo modo con el transcrito de PTEN1, regulándose mutuamente. Se ha visto que en algunos tipos de cáncer, como el de colon, el pseudogén PTEN1 está inactivo, lo cual hace que a su vez PTEN esté infrarregulado, aumentando de ese modo la probabilidad de que se produzcan tumores.